# Васильев, Владимир Ефимович
Владимир Ефимович Васильев (28 августа 1929, Белая Церковь — 5 января 2014, Мексика) ― российский переводчик поэзии.

## Биография
Окончил Ленинградский институт иностранных языков, в 1960-е годы посещал семинары ведущих мастеров ленинградской школы поэтического перевода ― Э. Л. Линецкой и Т. Г. Гнедич, собирал и переводил зарубежные эпиграммы. После окончания войны поселился в Пушкине, где прожил оставшиеся годы. Скончался в январе 2014 года в поездке по Мексике..

## Творчество
Практически всю свою творческую жизнь Васильев посвятил жанру эпиграммы. В 1970-80-х Васильев опубликовал ряд тематических сборников: «Испанская классическая эпиграмма» (1970, с иллюстрациями Михаила Шемякина), «Французская классическая эпиграмма» (1979), «Английская классическая эпиграмма» (1987). Васильев ― автор исследований о развитии жанра эпиграммы в России, в 1990 году под его редакцией в серии «Классики и современники» вышел в печать сборник «Русская эпиграмма».
В 1998 году Васильев как составитель, комментатор и один из активных переводчиков принимал участие в издании уникальной в своём роде 4-томной антологии «Всемирная эпиграмма»; издание получило премию Московского отделения ЮНЕСКО по номинации «За дружбу и взаимопонимание между народами», а автор — Царскосельскую премию. За издание «Антологии французской эпиграммы» (2006 г.) Васильев был удостоен престижной премии Мориса Ваксмахера. В 2008 году вышла в печать подготовленная и переведенная Васильевым книга «Французская басня и эпиграмма», а в 2013 году — последний прижизненный сборник «Немецкая эпиграмма».
В 2014 г. в издательстве «Петрополис» был опубликован сборник англоязычных юмористических эпитафий «Не плачь, что нет меня на свете», собранных и переведенных В. Васильевым совместно с переводчиком Георгием Беном.

## Награды
- 1998 г. — Царскосельская художественная премия, за антологию «Всемирная эпиграмма»
- 2007 г. — премия Мориса Ваксмахера, за «Антологию французской эпиграммы» 2006 г.[2].